# (14474) 1993 TL25
A (14474) 1993 TL25 a Naprendszer kisbolygóövében található aszteroida. Eric Walter Elst fedezte fel 1993. október 9-én.

## Kapcsolódó szócikk
- Kisbolygók listája (14001–14500)